# Clash of Champions (2019)
Clash of Champions (2019)  foi um evento de luta livre profissional produzido pela WWE e transmitido em formato pay-per-view (PPV) pelo WWE Network e contou com a participação de lutadores das marcas Raw, SmackDown e 205 Live. Foi realizado em 15 de setembro de 2019, no Spectrum Center em Charlotte, Carolina do Norte. Foi o terceiro evento sob a cronologia Clash of Champions. De acordo com o tema do evento, todos os títulos das marcas Raw, SmackDown e 205 Live foram defendidos.
Onze lutas foram disputadas no evento, incluindo duas no pré-show. No evento principal, Seth Rollins derrotou Braun Strowman para reter o Campeonato Universal. Em outras lutas importantes, Kofi Kingston manteve o Campeonato da WWE contra Randy Orton, Bayley derrotou Charlotte Flair para reter o Campeonato Feminino do SmackDown, e a luta pelo Campeonato Feminino do Raw entre Becky Lynch e Sasha Banks terminou com uma vitória por desqualificação para Banks, mas com Lynch retendo. Na única luta sem título do card, Erick Rowan derrotou Roman Reigns em uma luta sem desqualificação graças ao retorno de Luke Harper.
Dos onze títulos da WWE em Raw, SmackDown e 205 Live, apenas o Campeonato de Duplas do Raw e o Campeonato de Duplas do SmackDown mudaram de mãos. Dolph Ziggler e Robert Roode derrotaram Seth Rollins e Braun Strowman para vencerem o título Raw, enquanto The Revival (Scott Dawson e Dash Wilder) derrotaram The New Day (Big E e Xavier Woods) para ganhar o título SmackDown.

## Produção

### Conceito
Em meados de 2016, a WWE reintroduziu a extensão de marcas, dividindo o seu plantel principal entre as marcas Raw e SmackDown, representadas pelos programas com o mesmo nome. O Clash of Champions foi estabelecido naquele ano para substituir o Night of Champions, um pay-per-view em que o conceito era que todos os títulos da WWE fossem defendidos; o Clash of Champions foi estabelecido em um conceito semelhante. O evento de 2016 foi exclusivo para o Raw, enquanto o evento de 2017 foi exclusivo para o SmackDown; apenas os títulos exclusivos dessas marcas foram defendidos durante os respectivos eventos. Um evento Clash of Champions não ocorreu em 2018, mas após a WrestleMania 34 daquele ano, todos os pay-per-views da WWE deixaram de ser exclusivos de uma marca. Em 2019, o Clash of Champions voltou e todos os títulos da WWE no Raw e SmackDown, bem como do 205 Live, foram defendidos - o Campeonato Universal (Raw), o Campeonato da WWE (SmackDown), o Campeonato Feminino do Raw, o Campeonato Feminino do SmackDown, o Campeonato dos Estados Unidos (Raw), o Campeonato Intercontinental (SmackDown), o Campeonato de Duplas do Raw, o Campeonato de Duplas do SmackDown, o Campeonato Feminino de Duplas, o Campeonato 24/7, e o Campeonato dos Pesos Médios (205 Live). O evento de 2019 seria o único evento a apresentar a marca 205 Live, já que essa marca, bem como seu título, foram fundidos com o NXT em outubro - o próprio NXT se tornou a terceira marca principal da WWE naquela época, mas continua a operar seu próprio show separado.

### Histórias
O show compreendeu onze lutas, incluindo duas no pré-show. As lutas resultaram de enredos roteirizados, onde os lutadores retratavam heróis, vilões ou personagens menos distintos em eventos roteirizados que geravam tensão e culminavam em uma luta ou série de lutas. Os resultados foram predeterminados pelos escritores da WWE nas marcas Raw, SmackDown e 205 Live, enquanto as histórias foram produzidas nos programas semanais de televisão da WWE, Monday Night Raw, SmackDown Live, e 205 Live.
Sentindo que merecia uma oportunidade pelo Campeonato Feminino do SmackDown por sua vitória sobre Trish Stratus no SummerSlam, Charlotte Flair lançou um desafio para a atual campeã Bayley durante "A Moment of Bliss" no episódio de 20 de agosto do SmackDown. Bayley aceitou o desafio para o Clash of Champions.
No Raw de 12 de agosto, o Campeão Universal Seth Rollins enfrentou o campeão dos Estados Unidos e membro do O.C., AJ Styles, em uma luta campeão contra o campeão, que resultou em uma briga com os membros do O.C. Luke Gallows e Karl Anderson com Braun Strowman ajudando Rollins. Na semana seguinte, Rollins e Strowman derrotaram Gallows e Anderson para vencerem o Campeonato de Duplas do Raw. Rollins foi escalado para defender o Campeonatos Universal e o Campeonato de Duplas do Raw no Clash of Champions. No Raw de 26 de agosto, Robert Roode e Dolph Ziggler venceram uma luta Turmoil de duplas para ganhar uma luta pelo Campeonato de Duplas do Raw no evento, enquanto mais tarde naquela mesma noite, Strowman desafiou Rollins pelo Campeonato Universal, que Rollins aceitou.
Durante a luta pelo Campeonato da WWE no SummerSlam, Randy Orton tentou atingir a família de Kofi Kingston, que estava no público. Kingston brigou com Orton fora do ringue, resultando em ambos os homens sendo contados; assim, Kingston manteve o título, mas continuou a atacar Orton. No episódio seguinte do SmackDown, The New Day (Kingston e os Campeões de Duplas do SmackDown Big E e Xavier Woods) enfrentaram a equipe de Orton e The Revival (Scott Dawson e Dash Wilder) em que estes últimos venceram, após o qual Orton executou um RKO em todos os três membros do New Day. No Raw seguinte, Big E e Woods enfrentaram The Revival em uma luta sem título que New Day venceu por desqualificação devido à interferência de Orton. Kingston veio em seu auxílio mas Orton atacou Kingston, enquanto The Revival e Orton machucaram a perna de Woods. Na semana seguinte no SmackDown, Orton ameaçou ir atrás da família de Kingston e uma revanche pelo Campeonato da WWE foi agendada entre os dois para o Clash of Champions, enquanto Big E e Woods estavam agendados para defender o Campeonato de Duplas do SmackDown contra The Revival no evento.
No episódio de 20 de agosto do 205 Live, o Time Oney Lorcan venceu o Captain's Challenge contra o Time Drew Gulak com Humberto Carrillo e Lorcan sendo os últimos membros restantes de seu time. Na semana seguinte, o Gerente Geral do 205 Drake Maverick escalou Carrillo e Lorcan para competir em uma luta para definir o desafiante de Gulak pelo Campeonato dos Pesos Médios no pré-show so Clash of Champions, que Carrillo venceu. No episódio de 3 de setembro, Lince Dorado derrotou Carrillo, tornando-se uma luta triple threat pelo título.
No episódio de 20 de agosto do SmackDown, Sami Zayn foi  convidado do "Miz TV". Zayn afirmou que depois de meses perdendo lutas, ele percebeu que seria mais adequado para ajudar as pessoas no SmackDown e apresentou seu primeiro cliente, o Campeão Intercontinental Shinsuke Nakamura. The Miz questionou porque Nakamura se associaria a Zayn, que disse que Nakamura não conseguia se expressar por causa da barreira do idioma e que ele se comunicaria por Nakamura. Miz então foi atacado por Nakamura e Zayn. Na semana seguinte, Miz desafiou Nakamura pelo Campeonato Intercontinental no Clash of Champions e Miz recebeu mais um ataque. Mais tarde, a luta pelo título foi oficializada.
No SummerSlam, Becky Lynch derrotou Natalya em uma luta de submissão para reter o Campeonato Feminino do Raw. No Raw seguinte, Lynch disse que respeitava Natalya e colocou um aviso para o resto da divisão feminina. Mais tarde, Natalya saiu com o braço em uma tipoia e disse que se enfrentariam novamente. Ela foi então interrompida pelo retorno de Sasha Banks, que foi vista pela última vez na WrestleMania 35. Banks abraçou Natalya, mas depois a atacou, tornando-se heel. Lynch veio em auxílio de Natalya, mas foi atacada por Banks com uma cadeira. Banks mais tarde desafiou Lynch pelo título no Clash of Champions e Lynch aceitou.
Enquanto Roman Reigns se preparava para anunciar seu oponente no SummerSlam no episódio de 30 de julho do SmackDown, uma pessoa não identificada empurrou o equipamento de iluminação em Reigns nos bastidores. O atacante foi originalmente alegado ser Samoa Joe devido à rivalidade anterior, mas ele foi provado inocente durante um hit and run em Reigns no qual Joe foi uma testemunha. Buddy Murphy então se tornou um suspeito/testemunha quando foi visto em segundo plano nas filmagens do ataque original, levando Reigns a forçar Murphy a revelar que o agressor era Erick Rowan. No pré-show do SummerSlam, Rowan atacou Murphy pela acusação. Rowan e seu parceiro de dupla Daniel Bryan forçaram Murphy a revelar que ele estava mentindo e conduziram sua própria investigação para descobrir que o atacante de Reigns era um homem que se parecia com Rowan. No entanto, Reigns encontrou imagens adicionais que mostravam Rowan empurrando o equipamento. Isso fez com que Bryan e Rowan se separassem devido à mentira de Rowan, e uma luta entre Reigns e Rowan foi agendada para o Clash of Champions, que mais tarde se tornou uma luta sem desqualificação.
No Raw de 5 de agosto, Alexa Bliss e Nikki Cross derrotaram as campeãs The IIconics (Peyton Royce e Billie Kay), The Kabuki Warriors (Asuka e Kairi Sane) e Mandy Rose e Sonya Deville em uma luta fatal four-way eliminatória de duplas para vencerem o Campeonato Feminino de Duplas. No episódio de 3 de setembro do SmackDown, Rose e Deville desafiaram Bliss e Cross pelos títulos no Clash of Champions. Bliss disse que elas não mereciam uma oportunidade, no entanto, Cross aceitou uma luta sem título naquela noite, que Rose e Deville venceram. Uma luta pelo título foi agendada entre as duas equipes para o Clash of Champions.
No Raw de 9 de setembro, Cedric Alexander enfrentou o membro do O.C. AJ Styles pelo Campeonato dos Estados Unidos mas a luta terminou por desqualificação devido à interferência de outros membros do O.C., Luke Gallows e Karl Anderson. Mais tarde naquela noite, Alexander derrotou Styles em uma luta de quintetos que contou com Alexander, Seth Rollins, Braun Strowman e The Viking Raiders (Ivar e Erik) contra The O.C. (Styles, Gallows e Anderson), Robert Roode e Dolph Ziggler. Styles foi então escalado para defender o título em uma revanche contra Alexander no pré-show do Clash of Champions.

### Luta cancelada
Em agosto de 2019, o torneio King of the Ring foi revivido - pela primeira vez desde o torneio de 2015 - com as finais programadas originalmente para o Clash of Champions. No entanto, as finais foram remarcadas para o episódio de 16 de setembro do Raw, onde Baron Corbin derrotou Chad Gable para se tornar o King of the Ring, mudando assim seu nome de ringue para King Corbin.

## Evento
| Função:                   | Nome:                              |
| ------------------------- | ---------------------------------- |
| Comentaristas em inglês   | Michael Cole (Raw)                 |
| Comentaristas em inglês   | Corey Graves (Raw/SmackDown)       |
| Comentaristas em inglês   | Renee Young (Raw)                  |
| Comentaristas em inglês   | Tom Phillips (SmackDown)           |
| Comentaristas em inglês   | Byron Saxton (SmackDown)           |
| Comentaristas em inglês   | Vic Joseph (205 Live)              |
| Comentaristas em inglês   | Inglês Aiden (205 Live)            |
| Comentaristas em inglês   | Dio Maddin (205 Live)              |
| Comentaristas em espanhol | Carlos Cabrera                     |
| Comentaristas em espanhol | Marcelo Rodríguez                  |
| Comentaristas em alemão   | Carsten Schaefer                   |
| Comentaristas em alemão   | Tim Haber                          |
| Comentaristas em alemão   | Calvin Knie                        |
| Anunciadores de ringue    | Greg Hamilton (SmackDown/205 Live) |
| Anunciadores de ringue    | Mike Rome (Raw)                    |
| Árbitros                  | Danilo Anfibio                     |
| Árbitros                  | Jason Ayers                        |
| Árbitros                  | John Cone                          |
| Árbitros                  | Dan Engler                         |
| Árbitros                  | Darrick Moore                      |
| Árbitros                  | Eddie Orengo                       |
| Árbitros                  | Charles Robinson                   |
| Entrevistadores           | Charly Caruso                      |
| Entrevistadores           | Kayla Braxton                      |
| Entrevistadores           | Sarah Schreiber                    |
| Painel do pré-show        | Jonathan Coachman                  |
| Painel do pré-show        | Charly Caruso                      |
| Painel do pré-show        | David Otunga                       |
| Painel do pré-show        | Booker T                           |

### Pré-show
Duas lutas foram disputadas no pré-show do Clash of Champions. Na primeira luta, Drew Gulak defendeu o Campeonato dos Pesos Médios contra Humberto Carrillo e Lince Dorado em uma luta Triple Threat. No final, Carrillo fez um Aztec press em Dorado; no entanto, Gulak jogou Carrillo no poste do ringue e fez o pin em Dorado para manter o título.
Na segunda luta do pré-show, AJ Styles do The O.C. defendeu o Campeonato dos Estados Unidos contra Cedric Alexander. No final, Styles executou um Phenomenal Forearm e um Styles Clash em Alexander para manter o título. Após a luta, os outros membros do O.C., Luke Gallows e Karl Anderson, atacaram Alexander.

### Lutas preliminares
O pay-per-view real com o Campeão Universal Seth Rollins e Braun Strowman defendendo o Campeonato de Duplas do Raw contra Dolph Ziggler e Robert Roode. No final, Strowman enfrentou Roode, que colidiu com Rollins. Roode realizou um Glorious DDT em Rollins para ganhar o título.
Em seguida, Bayley defendeu o Campeonato Feminino do SmackDown contra Charlotte Flair. No início da luta, Flair executou um Big Boot em Bayley. Bayley jogou Flair em uma argola do ringue exposta e a imobilizou para reter o título.
Depois disso, o The New Day (representado por Big E e Xavier Woods) defenderam o Campeonato de Duplas do SmackDown contra The Revival (Scott Dawson e Dash Wilder). O clímax viu The Revival executar uma Shatter Machine em Woods e forçou-o a se submeter a uma Figure Four Leglock para vencerem o título.
Na quarta luta, Alexa Bliss e Nikki Cross defenderam o Campeonato Feminino de Duplas contra Fire and Desire (Mandy Rose e Sonya Deville). Durante a luta, uma defesa improvisada do Campeonato 24/7 ocorreu quando o Campeão R-Truth correu para o ringue, sendo perseguido por vários lutadores. Bliss imobilizou Truth com um roll up mas ele fez o kick out. Truth então saiu correndo do ringue. Depois de retomar a luta pelo título de duplas, Cross executou um Swinging Neckbreaker em Rose para reter o título.
Em seguida, Shinsuke Nakamura (acompanhado por Sami Zayn) defendeu o Campeonato Intercontinental contra The Miz. No final, enquanto Miz executava um Skull Crushing Finale em Nakamura, Zayn distraiu o árbitro. Miz então perseguiu Zayn antes que Nakamura o pegasse e executasse um Kinshasa para reter o título.
Depois disso, Becky Lynch defendeu o Campeonato Feminino do Raw contra Sasha Banks. Durante a luta, enquanto o árbitro estava distraído, Banks atingiu Lynch com uma cadeira e então executou um Low Knee Smash para mas Lynch conseguiu o kick out. Depois que Lynch obteve a cadeira, ela acidentalmente incapacitou o árbitro com ela antes de ir atrás de Banks, onde uma briga aconteceu fora do ringue. Devido às ações de Lynch, ela foi desqualificada; assim, Banks venceu a luta, mas Lynch manteve o título, já que os títulos não mudam de mãos por desqualificação, a menos que estipulado.
Em seguida, Kofi Kingston defendeu o Campeonato da WWE contra Randy Orton. Durante a luta, Orton realizou um snap powerslam em Kingston que conseguiu o kick out. Orton realizou um RKO em Kingston, que colocou sua perna na corda na contagem de dois. No final, quando Orton tentou o Punt Kick, Kingston respondeu com um Trouble in Paradise para reter o título.
Na penúltima luta, Roman Reigns enfrentou Erick Rowan em uma luta sem desqualificação. Reigns executou um Superman Punch em Rowan que conseguiu o kick out. Rowan executou uma powerbomb através da mesa dos comentaristas em Reigns. Rowan tambpem executou um Iron Claw Slam através de uma mesa em Reigns. No palco, Reigns executou um segundo Superman Punch. No final, Luke Harper apareceu e executou um big boot e um discus clothesline em Reigns. Rowan então executou um segundo Iron Claw Slam em Reigns para vencer.

### Evento principal
Na luta principal, Seth Rollins defendeu o Campeonato Universal contra Braun Strowman. Strowman executou um Diving Stomp em Rollins. Rollins executou três Stomps em Strowman que conseguiu o kick out. Rollins realizou um Pedigree e um quarto Stomp para reter o título. Após a luta, "The Fiend" Bray Wyatt apareceu e atacou Rollins com um Sister Abigail e um Mandible Claw.

## Depois do evento

### Raw
Antes do Clash of Champions, havia rumores de que Bray Wyatt iria desafiar Rollins pelo Campeonato Universal no Hell in a Cell. No Raw após o Clash of Champions, devido ao ataque de The Fiend, o Campeão Universal Seth Rollins anunciou que ele estaria defendendo o título contra a persona Fiend de Wyatt no evento em um luta Hell in a Cell. Na semana seguinte, Rollins foi interrompido por Braun Strowman, que disse que foi culpa de Rollins eles terem perdido o Campeonato de Duplas do Raw. Ele também desafiou Rollins para uma revanche sem título mais tarde naquela noite, que foi interrompida por The Fiend, que atacou Strowman.
Também no Raw seguinte, Sasha Banks desafiou Becky Lynch para uma revanche pelo Campeonato Feminino do Raw no Hell in a Cell, e Lynch aceitou como uma luta Hell in a Cell.
Os novos Campeões de Duplas Raw, Dolph Ziggler e Robert Roode e os novos Campeões de Duplas do SmackDown, The Revival (Scott Dawson e Dash Wilder) celebraram suas respectivas vitórias, mas Braun Strowman apareceu para interromper a celebração e atacar as duas equipes.
O The O.C. (o Campeão dos Estados Unidos AJ Styles, Luke Gallows e Karl Anderson) derrotaram Cedric Alexander e The Viking Raiders (Erik e Ivar) em uma luta de trios. Após a luta, The O.C. atacou Alexander e The Viking Raiders. Styles e Alexander então tiveram uma revanche pelo título dos Estados Unidos no episódio de 30 de setembro, onde Styles novamente reteve.

### SmackDown
No SmackDown seguinte, The New Day (o Campeão da WWE Kofi Kingston, Big E e Xavier Woods) derrotaram a equipe de Randy Orton e os novos Campeões de Duplas do SmackDown The Revival (Scott Dawson e Dash Wilder) em uma luta de trios. Após a luta, Brock Lesnar (acompanhado por Paul Heyman) voltou a desafiar Kingston pelo Campeonaro da WWE no episódio de estreia do SmackDown na FOX em 4 de outubro, que Kingston aceitou.
Michael Cole conduziu uma entrevista com Erick Rowan, onde Rowan declarou que tinha sido esquecido, subestimado e desrespeitado e atacou Roman Reigns para assustá-lo e mostrar que Reigns não era a figura dominante que ele supostamente era. Ele também afirmou que não era igual a Daniel Bryan, mas melhor que ele. Bryan então afirmou que independentemente se ele era um face ou um heel, ele nunca mentiu e pensou em Rowan como seu amigo e igual. Bryan foi interrompido por Rowan e atacado por trás por Luke Harper. Reigns veio em auxílio de Bryan, apenas mas Rowan e Harper dominaram Bryan e Reigns. Isso levou a uma luta de duplas entre Bryan e Reigns e Rowan e Harper sendo escalada para o Hell in a Cell. Pouco antes de Hell in a Cell, Rowan e Reigns tiveram uma revanche no 20º aniversário do SmackDown em 4 de outubro em uma luta lumberjack que Reigns venceu.
Sami Zayn e o Campeão Intercontinental Shinsuke Nakamura exigiram respeito da multidão por Nakamura derrotar The Miz e então atacaram Ali, que havia derrotado Nakamura em uma luta algumas semanas antes.
Sasha Banks enfrentou Charlotte Flair, a luta terminou em uma vitória por desqualificação para Flair, quando a Campeã Feminina do SmackDown Bayley atacou Flair enquanto ela aplicava o Figure Eight Leglock em Banks. Flair recebeu uma surra de Banks e Bayley, que foi então salva por Carmella. Uma revanche entre Bayley e Flair pelo título foi agendada para Hell in a Cell.

### 205 Live
Em 2 de outubro de 2019, o Campeonato dos Pesos Médios  foi compartilhado com a marca NXT e renomeado para Campeonato dos Pesos Médios  do NXT.

## Resultados
| Nº                                          | Resultados                                                                                               | Estipulações                                          | Tempo |
| ------------------------------------------- | --- | ----------------------------------------------------- | ----- |
| Pré- show                                   | Drew Gulak (c) derrotou Humberto Carrillo e Lince Dorado                                                 | Luta triple threat pelo Campeonato dos Pesos Médios   | 10:05 |
| Pré- show                                   | AJ Styles (c) derrotou Cedric Alexander                                                                  | Luta individual pelo Campeonato dos Estados Unidos    | 4:55  |
| 1                                           | Robert Roode e Dolph Ziggler derrotaram Seth Rollins e Braun Strowman (c)                                | Luta de duplas pelo Campeonato de Duplas do Raw       | 9:40  |
| 2                                           | Bayley (c) derrotou Charlotte Flair                                                                      | Luta individual pelo Campeonato Feminino do SmackDown | 3:45  |
| 3                                           | The Revival (Scott Dawson e Dash Wilder) derrotaram The New Day (Big E e Xavier Woods) (c) por submissão | Luta de duplas pelo Campeonato de Duplas do SmackDown | 10:15 |
| 4                                           | Alexa Bliss e Nikki Cross (c) derrotaram Fire and Desire (Sonya Deville e Mandy Rose)                    | Luta de duplas pelo Campeonato Feminino de Duplas     | 9:05  |
| 5                                           | Shinsuke Nakamura (c) (com Sami Zayn) derrotou The Miz                                                   | Luta individual pelo Campeonato Intercontinental      | 9:35  |
| 6                                           | Sasha Banks derrotou Becky Lynch (c) por desqualificação                                                 | Luta individual pelo Campeonato Feminino do Raw       | 20:00 |
| 7                                           | Kofi Kingston (c) derrotou Randy Orton                                                                   | Luta individual pelo Campeonato da WWE                | 20:50 |
| 8                                           | Erick Rowan (com Luke Harper) derrotou Roman Reigns                                                      | Luta sem desqualificação                              | 17:25 |
| 9                                           | Seth Rollins (c) derrotou Braun Strowman                                                                 | Luta individual pelo Campeonato Universal             | 11:00 |
| (c) – Refere-se aos campeões antes da luta. | |                                                       |       |